# Tickells niltava
Tickells niltava (Cyornis tickelliae) is een zangvogel uit de familie Muscicapidae (vliegenvangers). De vogel werd in 1843 door  Edward Blyth geldig beschreven. De naam verwijst naar zijn collega vogelkundige Samuel Tickell.

## Kenmerken
De vogel is 14 tot 15 cm lang en lijkt sterk op de Indochinese niltava (C. sumatrensis), die vroeger als ondersoor(ten) werden opgevat. Het vrouwtje van Tickells niltava lijkt echter op het mannetje, zij is ook blauw, maar iets doffer blauw. Verder is er een geleidelijke overgang van het oranje naar het wit van de onderbuik bij het mannetje.

## Verspreiding en leefgebied
Deze soort telt twee ondersoorten:
- C. t. tickelliae: zuidelijk Nepal, noordelijk, centraal en zuidelijk India, Bangladesh en noordelijk en westelijk Myanmar.
- C. t. jerdoni: Sri Lanka.

De leefgebieden liggen in diverse typen bos, maar ook wel in cultuurland met struikgewas. De populaties nemen af door habitatverlies, maar het is geen bedreigde vogelsoort.